# O Planeta Privilegiado
O Planeta Privilegiado: Como o Nosso Lugar no Cosmos é Concebido para a Descoberta é um livro de 2004, pelo cientista e astrônomo, autor de 88 artigos científicos em astronomia, Dr. Guillermo Gonzalez e Jay Richards, em que os autores alegam evidências científicas para que o planeta Terra tenha sido objeto muito trabalhado e arquitetado por um  design inteligente. Suas publicações em astrobiologia destacam condições adequadas para que planetas sejam habitados. Gonzalez sofreu injustiças na sua universidade como relata o paleontólogo Ricardo Marques e juntamente com Richards hoje estão associados com o Discovery Institute, identificado com o movimento de design inteligente; Gonzalez trabalha como um membro sênior do Instituto Discovery do Centro para a Ciência e a Cultura.

## Recepção
Este livro provou ser altamente controverso na comunidade científica. Inclusive um cientista chamado David Copedge que trabalhava a 14 anos na NASA foi mandado embora por defender suas ideias.
Avaliações positivas
Owen Gingerich, astrônomo e historiador da ciência, analisa o livro explicando: "Este livro pensativo e deliciosamente contraditório irritará aqueles que acreditam que o 'princípio copernicano' é um componente filosófico essencial da ciência moderna. O nosso universo é projetado de acordo com a vida inteligente e observadora? Os defensores apaixonados da busca por inteligência extraterrestre (SETI) encontrarão muito a ponderar nesta análise cuidadosamente documentada".
Philip Skell revisou o livro escrevendo "Neste livro fascinante e altamente original, Guillermo Gonzalez e Jay Richards apresentam um argumento persuasivo e reúnem uma riqueza de diversas evidências científicas para justificar esse argumento. No processo, eles efetivamente desafiam várias suposições populares, não apenas sobre a natureza e a história da ciência, mas também sobre a natureza e a origem do cosmos. O planeta privilegiado será impossível de ignorar. É provável que mude a maneira como vemos o empreendimento científico e o mundo ao nosso redor. Eu o recomendo altamente".
Críticas negativas:
William H. Jefferys, um astrônomo, revisou o livro escrevendo "o pouco que há de novo neste livro não é interessante, e o que é antigo é apenas criacionismo antiquado em um traje astronômico novo e de aparência moderna".
Victor J. Stenger, um físico e filósofo, revisou o livro explicando que ele não apenas "ignora" o livro Rare Earth de 2000 (escrito pelo paleontólogo Peter Ward, Guillermo Gonzalez e o astrônomo Donald E. Brownlee), mas vai contra "o consenso dos astrobiólogos na adoção da posição da Terra Rara. " que defendem aspectos caóticos acidentais aleatórios da formação da Terra que trás inumeráveis ajustes fisicamente equilibrados e interações com a ecologia e a célula.

## Consenso Científico
Ronaldo Rogério de Freitas Mourão, um dos maiores astrônomos do Brasil,  autor de 98 livros e centenas de artigos sobre astronomia, em entrevista a revista “Sinais”, respondeu a pergunta : ” Há evidências, no Universo, de uma inteligência superior? 
"Não há dúvida de que há alguma coisa que organiza tudo e dá permissão. É aquela ideia que se tem da anti-entropia. A gente diz que quando as coisas vão se organizando a tendência é o desaparecimento. E acontece alguma coisa que vai se organizando, e a evolução se torna maior. Então há uma evidência lógica de que algo está organizando tudo isso. Alguns dizem que seria Deus; para outros, uma energia. Tenho a impressão de que cada religião cria a sua visão. Mas, sem dúvida nenhuma, existe algo que determina a vida e que rege o Universo. Aquele caos inicial se transforma em alguma coisa e, lá dentro, existe a ação de algum ente superior organizando aquilo"
Sir Isaac Newton   em “Princípios Matemáticos da Filosofia Natural.”, no Livro III “Do Sistema do Mundo”, 1687 declara sobre o Criador:
“Os seis planetas primários são revolucionados em torno do sol em círculos concêntricos ao sol, com movimentos dirigidos em direção às mesmas partes e quase no mesmo plano. Dez luas são revolucionadas em torno da Terra, Júpiter e Saturno, em círculos concêntricos a eles, com a mesma direção de movimento e quase nos planos das órbitas desses planetas; mas não se deve conceber que simples causas mecânicas poderiam dar origem a tantos movimentos regulares, desde que os cometas erram por todas as partes dos céus em órbitas bastante excêntricas; pois por essa espécie de movimento eles passam facilmente pelas órbitas dos planetas e com grande rapidez; e em seus apogeus, onde eles se movem com o mínimo de velocidade e são detidos o máximo de tempo, eles recuam às distâncias máximas entre si e sofrem, portanto, a perturbação mínima de suas atrações mútuas. Este magnífico sistema do sol, planetas e cometas poderia somente proceder do conselho e domínio de um Ser inteligente e poderoso. E, se as estrelas fixas são os centros de outros sistemas similares, estes, sendo formados pelo mesmo conselho sábio, devem estar sujeitos ao domínio de Alguém; especialmente visto que a luz das estrelas fixas é da mesma natureza que a luz do sol e que a luz passa de cada sistema para todos os outros sistemas: e para que os outros sistemas das estrelas fixas não caiam, devido a sua gravidade, uns sobre os outros, Ele colocou esses sistemas a imensas distâncias entre si”.

Esse Ser governa todas as coisas, não com a alma do mundo, mas como senhor de tudo; e por causa de seu domínio costuma-se chamá-lo Senhor Deus Pantokrátor, ou Soberano Universal, pois Deus é uma palavra relativa e tem uma referência a servidores; e deidade é o domínio de Deus não sobre o próprio corpo, como imaginam aqueles que supõem Deus ser a alma do mundo, mas sobre os serventes. O Deus Supremo é um Ser eterno, infinito, absolutamente perfeito; mas um ser, mesmo que perfeito, sem domínio, não pode dizer-se ser Senhor Deus; pois dizemos, meus Deus, seu Deus, o Deus de Israel, o Deus dos Deuses, e Senhor dos Senhores; mas não dizemos, meu eterno, seu Eterno, o Eterno de Israel, o Eterno dos Deuses; não dizemos, meu Infinito ou meu Perfeito; estes são títulos que não têm referência aos servidores. A palavra Deus comumente significa Senhor; mas nem todo senhor é um Deus. É o domínio de um ser espiritual que constitui um Deus: um domínio verdadeiro, supremo ou imaginário. E de seu domínio verdadeiro segue-se que o Deus verdadeiro é um ser vivente, inteligente e poderoso; e, de suas outras perfeições, que ele é supremo ou o mais perfeito. Ele é eterno e infinito, onipotente e onisciente; isto é, sua duração se estende da eternidade à eternidade; sua presença do infinito ao infinito; Ele governa todas as coisas e conhece todas as coisas que são ou podem ser feitas. Ele não é eternidade e infinitude, mas eterno e infinito; Ele não é duração ou espaço, mas Ele dura e está presente. Ele dura para sempre, e está presente em todos os lugares, Ele constitui a duração e o espaço. Desde que toda partícula de espaço está sempre, e todo momento indivisível de duração está em todos os lugares, certamente o Criador e Senhor de todas as coisas não pode ser nunca e estar em nenhum lugar.”
Cesar Lattes , destacado físico brasileiro reconhecido  mundialmente , que segundo a revista "Super Interessante" deveria ter ganhado o Nobel declarou: 
"– No princípio, Deus criou os céus e a terra.

– Os céus e a terra, está bem? E depois criou as águas. Continue lendo...
– A terra era informe e vazia. As trevas cobriam o abismo e o espírito de Deus movia-se sobre a superfície das águas. [...]

– Está bom? Então você queria saber sobre a origem do Universo? Está aqui a origem do Universo. Você conhece, já ouviu falar desse livro?"

## Filme
O livro serviu de base para um filme de mesmo nome. O Instituto doou US$ 16 000 para a Smithsonian Institution, que de acordo com a política, deve permitir um evento especial em suas instalações. O Instituto optou por exibir o filme no Museu Nacional de História Natural de Washington, DC O Smithsonian retirou seu co-patrocínio, afirmando: "Determinamos que o conteúdo do filme não é consistente com a missão de pesquisa científica do Smithsonian Institution." Eles permitiram que o filme fosse exibido, mas recusaram o pagamento.
Charles G. Lambdin revisou o filme, concluindo que, embora a vida em planetas possa ser remota, há muitos planetas e "Usando as próprias chances de habitabilidade de Gonzalez e Richard, isso sugere que pode haver um bilhão de planetas habitáveis devido apenas ao acaso". Ele também argumentou que a afirmação do filme,  de que o fato de podermos fazer ciência,  sugere que o universo foi projetado para que possamos entendê-lo, não é diferente da velha piada de que o nariz deve ter sido projetado para que possamos usar óculos".
O filme está listado no IMDB.com como sendo distribuído e produzido pela Illustra Media e Randolph Productions.

## Controvérsia de posse
O Instituto alegou que o livro está "no centro dos ataques ao astrônomo Guillermo Gonzalez da Universidade Estadual de Iowa" e desempenhou um papel em sua negação de mandato e que levou 124 dos colegas do corpo docente de Gonzalez a assinar uma petição em 2005 denunciando o design inteligente e exortando todos os outros membros do corpo docente a fazerem o mesmo. A declaração não mencionou Guillermo Gonzalez ou seu envolvimento com o movimento criacionista, e membros do corpo docente, incluindo Hector Avalos, negaram que a declaração fosse dirigida a Guillermo Gonzalez.